# スタテンアイランド・ステープルトンズ
スタテンアイランド・ステープルトンズは、1915年に創設され、1929年から1932年までNFLで活動したアメリカンフットボールチームである。チームはニューヨーク州ニューヨーク・スタテンアイランドを本拠地とした。

## 歴史
チームはセミプロチームとして活動し、第1次世界大戦前にはセミプロのタイトルを獲得したものの、営利目的よりも近所の遊興のために活動していた。チームは戦争の影響で1918年に一時活動を休止した時期があったが、1924年にはニューヨーク都市部のチャンピオンチームを名乗るようになった。しかし、1925年にニューヨーク・ジャイアンツが設立されるとその座が脅かされるようになり、1925年の感謝祭でのエキシビションでは7対0でジャイアンツに敗れた。
1926年には、様々なリーグのチームと対戦し、当時絶大なる人気を誇ったレッド・グレンジが所属したAFLⅠのニューアーク・ベアーズに大敗すると、多くの選手を引き抜くなどしてチームを強くしていった。
1928年に10勝1敗1分の成績を収めると、チームはNFLへ参入する意向を持った。NFL参入にはすでにニューヨークでのフランチャイズ権を有するジャイアンツのオーナーの許可が必要であったが、ジャイアンツのオーナーがフランチャイズ権を貸与してニューヨークでのNFL参入を許可していたニューヨーク・ヤンキースが1928年シーズン限りで解散していたので、その権利をステープルトンズに譲る形でNFL参入を許可した。
NFL参入後、4シーズン戦ったが、良い成績を収めることができず、チームの中心選手も他チームへと去っていったことから、1932年にはNFLでの活動を休止し、セミプロチームとしての試合を数試合戦ったが、1935年にチームを解散させた。

## シーズン成績
| 年   | 勝 | 敗 | 分 | 順位 |
| ---- | -- | -- | -- | ---- |
| 1929 | 3  | 4  | 3  | 6位  |
| 1930 | 5  | 5  | 2  | 6位  |
| 1931 | 4  | 6  | 1  | 7位  |
| 1932 | 2  | 7  | 3  | 8位  |